# 슬로바키아의 로마 가톨릭 교구 목록
슬로바키아의 로마 가톨릭 교구는 2개 관구에 2개의 관구장좌 대교구와 6개의 일반 교구 그리고 독립교구인 군종교구로 구성되며 슬로바크 동방가톨릭전례 관구에 대교구1개와 교구2개가 있다

## 교구

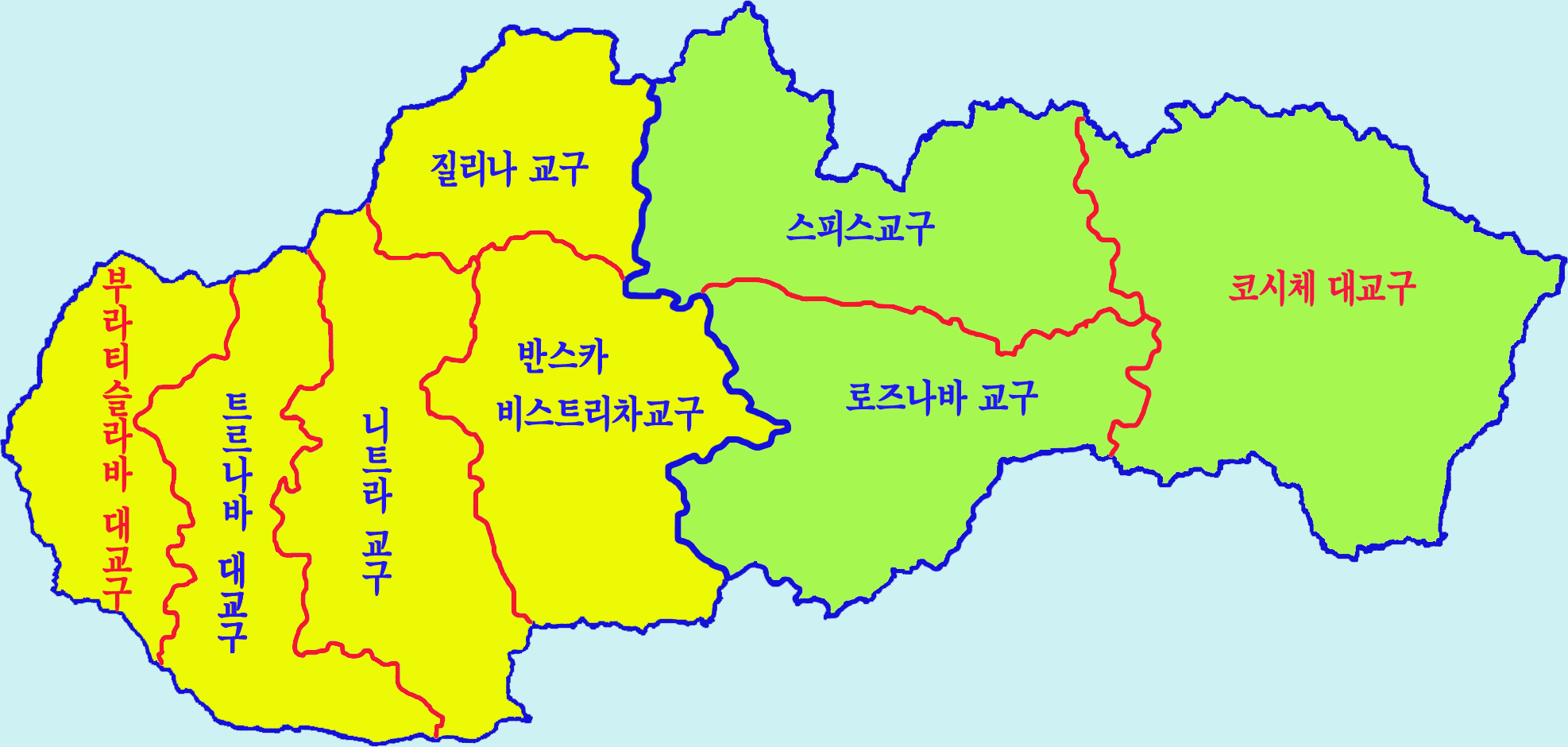
슬로바키아 로마 가톨릭 관구 및 교구 구성도

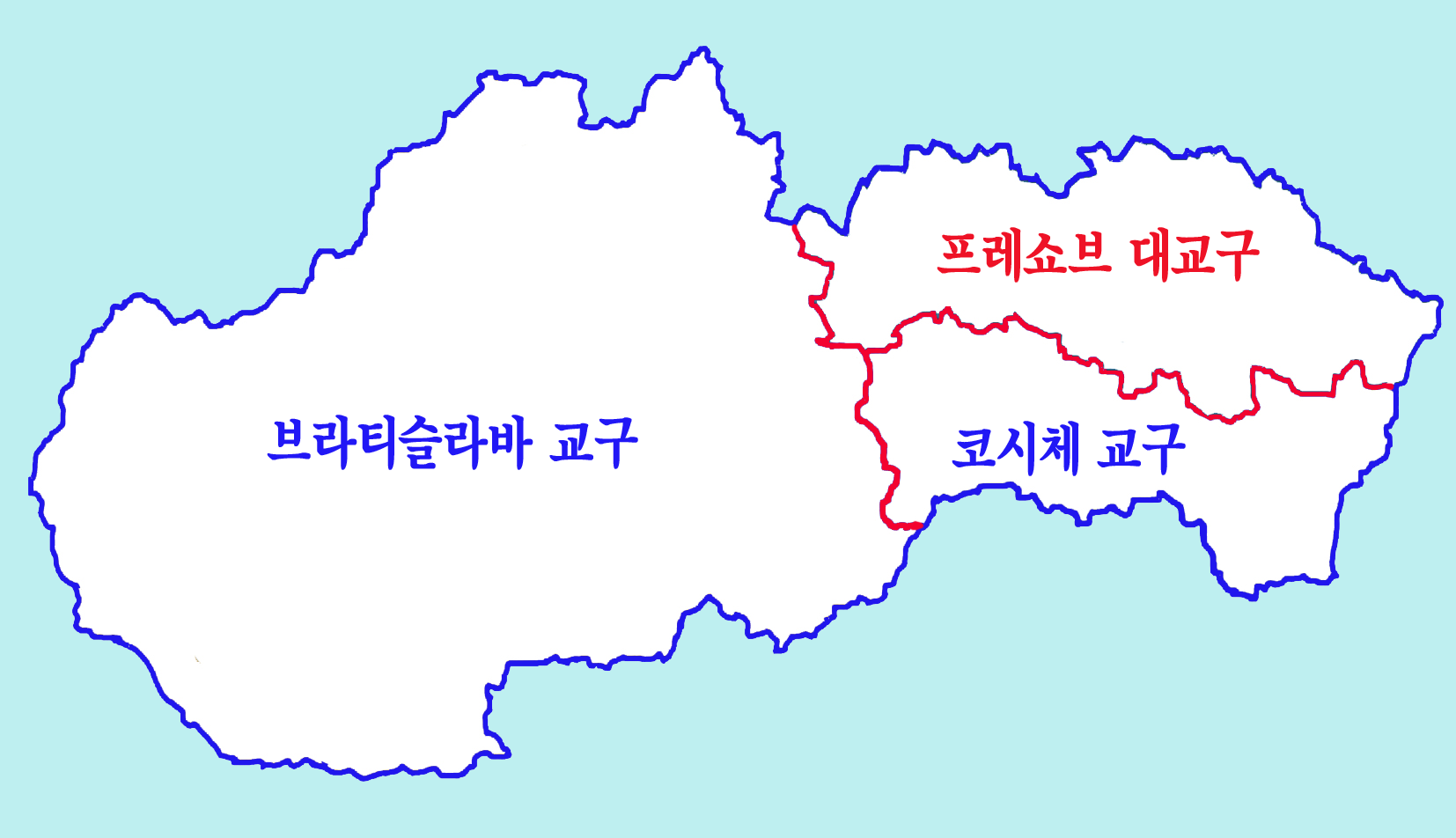
슬로바키아 슬로바크 가톨릭 단일관구 및 교구 구성도

### 브라티슬라바 관구(Province of Bratislava)
- 브라티슬라바 관구장좌 대교구 (Metropolitan Archdiocese of Bratislava)
- 트르나바 대교구 (Archdiocese of Trnava)
- 반스카비스트리차 교구 (Diocese of Banská Bystrica)
- 니트라 교구 (Diocese of Nitra)
- 질리나 교구 (Diocese of Žilina)

### 코시체 관구 (Province of Košice)
- 코시체 관구장좌 대교구 (Metropolitan Archdiocese of Košice)
- 로주냐바 교구 (Diocese of Rožňava)
- 스피시 교구 (Diocese of Spiš)

### 프레쇼프 슬로바키아 전례교회 관구 (Province of Prešov)
- 프레쇼프 관구장좌 대교구 (Metropolitan Archdiocese of Prešov)
  - 브라티슬라바 교구 (Diocese of Bratislava)
  - 코시체 교구 (Diocese of Košice)

### 독립교구
- 슬로바키아 군종교구 (Military Ordinariate of Vojenský ordinariát)